# 微调的宇宙
微调的宇宙（Fine-tuned Universe）主张使得宇宙中存在生命的条件只能是某些普遍的无维度物理常数维持在非常窄的数值区间，如果任何基本参数发生了哪怕少许改变，宇宙中就将无法形成物质、天文结构、元素多样性以及我们所理解的生命。
各种各样有关明显微调的解释得到了哲学家、科学家、神学家以及神创论支持者和反对者的讨论。微调的宇宙与人择原理有密切关系但意思不完全一样。
可能的解释包括幸存者偏差。